# اوپل فلکس‌ترم

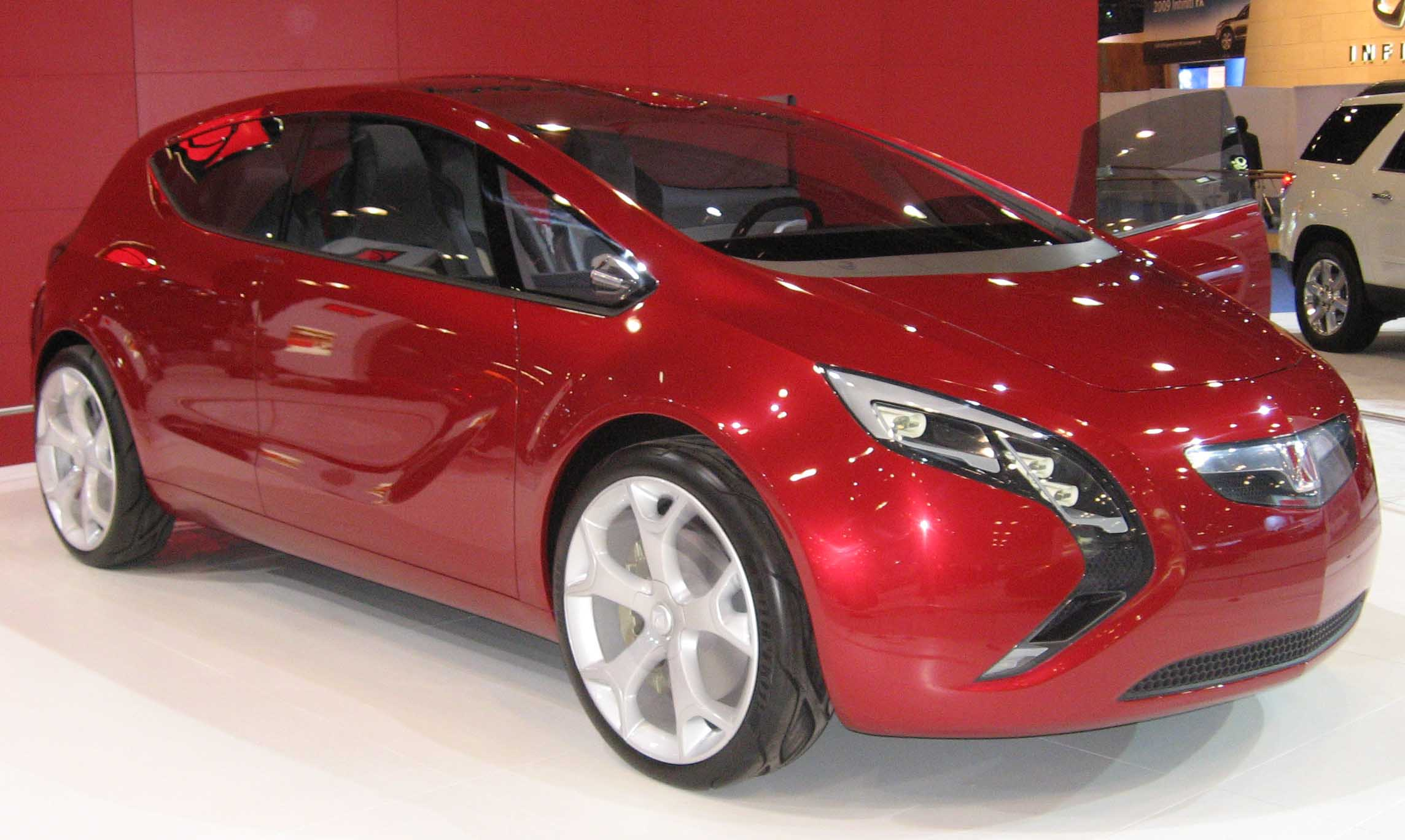

اوپل فلکس‌ترم (Opel Flextreme) خودرویی است که در سال‌های concept تا late ۲۰۱۰تولید شده‌است. 
این خودرو در کلاس خودرو کامپکت قرار گرفته و طراحی آن خودروهای موتور جلو-محور جلو بوده طول آن در حالت طبیعی ۴٬۵۵۵ میلیمتر (۱۷۹٫۳ اینچ) است. 